# Пинто, Мигель
Миге́ль А́нхель Пи́нто Хере́с (исп. Miguel Ángel Pinto Jerez; 4 июля 1983, Сантьяго) — чилийский футболист, вратарь клуба «Унион Эспаньола» и сборной Чили.

## Карьера

### Клубная
Воспитанник клуба «Реал Ислуга». Профессиональную карьеру начал в 2002 году в клубе «Универсидад де Чили», в составе которого выступает до сих пор, являясь капитаном команды и не желая переходить в какой-либо иной клуб, даже европейский. В первые три сезона провёл в общей сложности только 11 матчей в чемпионате страны, затем в 2005 году уже 12, а в 2006 году прочно занял место основного вратаря клуба, проведя 35 игр и став, вместе с командой, вице-чемпионом Апертуры, «Универсидад» тогда уступил лишь в финале клубу «Коло-Коло» по сумме двух матчей за счёт количества забитых мячей на чужом поле. В 2007 году провёл 40 встреч за основной состав и был признан по итогам сезона игроком года клуба. В 2008 году сыграл 36 матчей. В 2009 году провёл 24 матча, в итоге в том сезоне клуб занял 2-е место в регулярном турнире Апертуры, однако в стадии плей-офф обыграл в финале клуб «Унион Эспаньола» со счётом 2:1 по сумме двух матчей.

### В сборной
Выступал за молодёжную (до 20) сборную Чили, в её составе участвовал в проходившем в Уругвае финальном турнире чемпионата Южной Америки среди молодёжных команд в 2003 году.
В составе главной национальной сборной Чили выступает с 2006 года. В 2010 году Пинто был включён в заявку команды на финальный турнир чемпионата мира в ЮАР, где, однако, не сыграл ни разу.

## Достижения

### Командные
Командные
- Чемпион Чили (2): Ап. 2004, Ап. 2009
- Вице-чемпион Чили (1): Ап. 2006
- Обладатель Кубка Чили (1): 2019

Личные
- Лучший вратарь чемпионата Чили (1): 2009
- Обладатель «Золотого мяча» чемпионата Чили (1): 2009
- Лучший вратарь Южноамериканского кубка (1): 2009
- Вратарь «Идеальной сборной Америки» (1): 2009
- Лучший вратарь Америки (1): 2009

## Личная жизнь
У Мигеля есть брат-близнец по имени Хуан Франсиско.

## Интересные факты
Пинто сам разрабатывает дизайн своей вратарской формы, как в своё время делали бывшие голкиперы Хорхе Кампос и Хосе Луис Чилаверт. В вариантах формы Мигеля часто используются лев и сова, являющиеся талисманами клуба «Универсидад де Чили».